# Quentin Mosimann
Quentin Mosimann (Ginebra, 14 de febrero de 1988) es un DJ y productor musical suizo. Ha sido clasificado en el top 100 de los mejores disc jockeys durante cuatro años consecutivos por DJ Mag, ranking 93 en 2015, 93 también en 2017 y 81 en 2018, siendo el DJ suizo mejor posicionado. Quentin Mosimann comenzó su carrera como DJ en el sur de Francia, en Saint-Tropez cuando tenía solo 14 años. A la edad de 20 años, ganó el reality show de la televisión francesa Star Academy, y obtuvo éxito con 2 álbumes en Universal Music ('Duel' & 'Exhibition') y una gira con un espectáculo en la famosa Olympia de París.

## Discografía

### Álbumes de estudio
- Duel, lanzado en 2008.
- Exhibition, lanzado en 2010.
- The 8 Deadly Sins, lanzado en 2013.

Duel, logró la primera posición en las listas de la parte francófona de Bélgica, así como la segunda posición en Francia, y el puesto 15 en Suiza.
Su segundo álbum, Exhibition, también logró posicionarse bien en Francia y Bélgica, mientras que su tercer álbum no obtuvo los resultados de los anteriores.